# Салватера (Ровиго)
Салватера је насеље у Италији у округу Ровиго, региону Венето.
Према процени из 2011. у насељу је живело 281 становника. Насеље се налази на надморској висини од 11 м.